# 海洋委員會海巡署東南沙分署
海洋委員會海巡署東南沙分署（簡稱東南沙分署），是中華民國海岸執法及巡防救難專責單位，隸屬於海洋委員會海巡署的四級機關。平時負責巡防各港口、沿岸地區、離島查緝走私貨物和毒品、犯罪逃亡的司法警察，戰時亦可成為第一線精銳之戰鬥部隊。分署人員編制以中華民國國軍現役軍人為主。
分署本部設在高雄市茄萣區，與海巡署南部分署合署辦公，所轄為海洋委員會海巡署8個分署中最小者，負責東沙島、南沙群島。因夜間作戰隱蔽需求，所屬離島官兵均穿著虎斑迷彩的「防衛勤務服」，服裝不同於其他海巡單位。

## 沿革

### 東沙指揮部
- 2000年1月28日，行政院海岸巡防署成立，取代中華民國海軍陸戰隊，由「行政院海岸巡防署海岸巡防總局南部地區巡防局東沙指揮部」正式接管東沙島，指揮官上校編階。
- 2018年4月28日，改隸為「海洋委員會海巡署東南沙分署東沙指揮部」。

### 南沙指揮部
- 2000年1月28日，行政院海岸巡防署成立，取代中華民國海軍陸戰隊，由「行政院海岸巡防署海岸巡防總局南部地區巡防局南沙指揮部」正式接管太平島，指揮官上校編階。
- 2018年4月28日，改隸為「海洋委員會海巡署東南沙分署南沙指揮部」。

## 歷任分署長
| 任別 | 姓名   | 任職期間                     | 備註                                                    |
| ---- | ------ | ---------------------------- | ------------------------------------------------------- |
| 1    | 李 皓  | 2018年4月28日－2022年7月14日 | 陸軍官校專修68年班，簡任 原任海岸巡防總局副總局長       |
| 2    | 程駿杰 | 2022年7月15日－2024年4月30日 | 陸軍官校專科77年班，陸軍少將 原任海巡署中部分署副分署長 |
| 代理 | 張尹俊 | 2024年5月1日－2024年8月26日  | 副分署長代理                                            |
| 3    | 張尹俊 | 2024年8月27日－現任          | 政治作戰學院正規班，陸軍少將 代理分署長真除             |

## 組織[4]

### 分署本部
- 分署長1人（簡任第十一職等至第十二職等、警監或少將）
  - 副分署長2人（簡任第十職等至第十一職等、警監、少將或上校）
  - 主任秘書1人（薦任第九職等至簡任第十職等、警監、上校或中校）

#### 業務單位
- 巡防及戰備科
- 後勤科
- 通電資訊科
- 督察科
- 秘書室
- 人事室
- 主計室

#### 勤務單位
- 東沙指揮部（東沙島）
- 南沙指揮部（南沙太平島）
- 直屬機動巡邏站（加祿堂）

## 外部連結
- 海洋委員會海巡署東南沙分署 （页面存档备份，存于）（繁體中文）（英文）